# وليد صادي
وليد صادي من مواليد 1979 ببلدية حساني عبد الكريم بولاية الوادي جنوب الجزائر، وزير الشباب و الرياضة و رئيس الإتحادية الجزائرية لكرة القدم ، مسير مجموعة صادي للإنشاءات ومواد البناء، شغل تقني رياضي ومناجير سابق للمنتخب الجزائري لكرة القدم والرئيس المنتخب حديثا لقيادة الاتحاد الجزائري لكرة القدم خلفا لجهيد زفيزف المستقيل من منصبه شهر يوليو 2023 ، و في 18 نوفمبر 2024

## المشوار المهني
رغم صغر سنه نسبيا، فإن مشواره حافل:
- انضم لمكتب المسير لفريق وفاق سطيف أثناء رئاسة عبد الحكيم سرار.
- 2009 : منصب المدير العام في الاتحاد الجزائري لكرة القدم،
- عضو في المكتب التنفيذي للاتحاد الجزائري لكرة القدم تحت رئاسة محمد روراوة.
- عضو في لجنة التسويق في الاتحاد الأفريقي لكرة القدم،
- عضو في لجنة تطوير اللعبة في هيئة الاتحاد العربي.
- رئيس الإتحادية الجزائرية لكرة القدم منذ 2023 .
- وزير للشباب و الرياضة منذ 18 نوفمبر 2024.
- عضو في المكتب التنفيذي للكاف.